# Gulczewo (Stare Gulczewo)
Gulczewo – część wsi Stare Gulczewo, położona w Polsce w województwie mazowieckim, w powiecie płockim, w gminie Słupno.
W latach 1975–1998 Gulczewo należało administracyjnie do województwa płockiego.
W drugiej połowie XVI wieku wieś szlachecka położona w powiecie płockim  województwa płockiego. 